# Fleisher Yarn
Fleisher Yarn foi um clube de futebol norte-americano com sede em Filadélfia, Pensilvânia. Entre 1930 e 1932, disputou a American Soccer League.

## História
Fleisher Yarn começou como um clube amador de futebol da SB & BW Fleisher Manufacturing Company na Filadélfia e rapidamente se tornou uma potência nacional do futebol amador. Eles ganharam o campeonato da Philadelphia Industrial League championship em 1920/21, a Allied Amateur Cup of Philadelphia e a Philadelphia's Telegraph Cup em 1922, um "quádruplo" em 1923, vencendo a Allied Amateur League, a Allied Amateur League Cup, a Allied Amateur Cup, e a American Cup (a última após derrotar os profissionais J&P Coats da American Soccer League), e a primeira National Amateur Cup.

## Estatísticas

### Participações
|  | Participações em 2020 |

| Competição     | Competição             | Temporadas | Melhor campanha       | Estreia | Última  | P | R |
| Estados Unidos | American Soccer League | 1          | Décimo Luga (1924-25) | 1924-25 | 1924-25 |   | – |